# Република Малуку Селатан
Малуку Селатан (на индонезийски: Republik Maluku Selatan) е името на обявената през 1950 г. от християнското население на Молукските острови самопровъзгласила се държава. Състои се от около 150 острова, намиращи се предимно в южната част на т.нар. Молукски острови. Християнските обитатели на островите възлизат на около 1 милион души.

## История
Още по време на нидерландското господство над Индонезия християните от южните Молукски острови симпатизират на холандските колонизатори. В борбата на холандците с индонезийската освободителна армия молукските християни заемат страната на метрополията. Самата сепаратистка република Малуку Селатан е обявена на 25 април 1950 г. Опитът за отделяне, обаче, е радикално смазан от индонезийската армия. През 1950 г. столицата Амбон е превзета от индонезийската армия, а 5 г. по-късно е овладяна цялата територия на сепаратистката република.
През декември 1962 г. е арестуван от индонезийската армия президентът Сомукил на самопровъзгласилата се република, осъден на смърт от военен трибунал и екзекутиран през 1966 г.
Макар и под контрола на индонезийското правителство областта си остава размирна. В периода след 1998 г. се засилва напрежението между местното християнско население и емигрантите-мюсюлмани, идващи от други части на Индонезия. От покоряването на сепаратистката република до 2000 г. около 80 000 души са напуснали областта и са емигрирали предимно в Нидерландия.